# 233559 Pizzetti
233559 Pizzetti este un asteroid din centura principală de asteroizi.

## Descriere
233559 Pizzetti este un asteroid din centura principală de asteroizi. A fost descoperit pe 4 august 2007 la Lumezzane de Wladimiro Marinello și Marco Micheli. Asteroidul prezintă o orbită caracterizată de o semiaxă mare de 2,76 ua, o excentricitate de 0,13 și o înclinație de 12,7° în raport cu ecliptica.